# يوليوس فاغنر (منافس ألعاب قوى)
يوليوس فاغنر (بالألمانية: Julius Wagner)‏ (و. 1882 – 1952 م) هو منافس ألعاب قوى، ولاعب جمباز فني من ألمانيا، وسويسرا، ولد في رويتلينغن، شارك في الألعاب الأولمبية الصيفية 1906، والألعاب الأولمبية الصيفية 1908، والألعاب الأولمبية الصيفية 1912، توفي في برن، عن عمر يناهز 70 عاماً.

## روابط خارجية
- يوليوس فاغنر على موقع اللجنة الأولمبية الدولية (الإنجليزية)
- يوليوس فاغنر على موقع أوليمبيديا (الإنجليزية)